# Goldbach (Bibers)
Der Goldbach ist ein Bach im Gebiet der Kleinstadt Waldenburg im Hohenlohekreis im nördlichen Baden-Württemberg von 1,6 km Länge, der beim Wohnplatz  Neumühle von Waldenburg von links in den von der Bibers durchflossenen Neumühlsee mündet.

## Geographie

### Quelle und Verlauf
Der Goldbach ist der Abfluss des Rößlesmahdsees etwa 400 m nordöstlich von Waldenburg-Goldbach. Er entwässert den 1,9 ha großen, auf 455 m ü. NHN liegenden See nach Süden und geht sogleich in eine langsame Kurve nach Westen. Nach etwa 0,3 km fließt er in den 1,6 ha großen Goldbachsee ein, an den westlich unmittelbar der Weiler Waldenburg-Goldbach angrenzt, ehedem die Stelle des gleichnamigen Klosters. Er verlässt den auf 449,3 m ü. NHN liegenden See in südwestlicher Richtung und mündet einen knappen Kilometer weiter in die Ostbucht des Neumühlsees, der eine Fläche von 5,7 ha einnimmt und von seinem Hauptzufluss Bibers auf 433,1 m ü. NHN von Nord nach Süd durchflossen wird.
Der Goldbach hat, vom Auslass des Rößlesmahdsee bis in die Seemitte des Neumühlsees, eine Länge von 1,6 km und fällt auf dieser Strecke um etwa 22 Höhenmeter, dies entspricht einem Sohlgefälle von etwa 13 ‰.

### Einzugsgebiet
Das Einzugsgebiet des Goldbachs liegt am Ostrand der Waldenburger Berge, naturräumlich gesehen ein nördlicher Unterraum der Schwäbisch-Fränkische Waldberge. Es nimmt eine Fläche von 2,0 km² ein und zieht sich bis auf die Hochebenen von Buchberg (bis ca. 503 m ü. NHN) im Nordwesten, Friedrichsberg (bis ca. 510 m ü. NHN) im Norden, Mühlberg (bis ca. 520 m ü. NHN) im Südosten und Lauracher Ebene (un ca. 490 m ü. NHN) im Süden. Alle diese Berge sind –  die Hochfläche der Lauracher Ebene allein ausgenommen – wenigstens von den mittleren Hängen aufwärts bewaldet. Sein Nordostrand ist eine sehr schmale und sich weniger als zwei Meter über das Niveau des Rößlesmahdsees erhebende Schwelle, an deren Rand das Gelände in der Pfaffenklinge steil zum Unterraum Kupferzeller Ebene und Kocheneck der Hohenloher und Haller Ebene abfällt.
Im Norden auf dem Friedrichsberg grenzt kurz das Einzugsgebiet des zur Ohrn fließenden Epbachs an, im Osten das des Beltersroter Bachs, der über die Kupfer entwässert, sowie seines rechten Zuflusses aus der Eselsklinge. Im Süden ist, wiederum nur auf einem kurzen Stück auf der Lauracher Ebene, das weiter unterhalb zur Bibers fließende Altenhaubächle Konkurrent. Im ganzen Westen fließt das Wasser im Südwesten teilweise über einen südlich des Höhenweilers Waldenburg-Laurach in einem Sumpfgebiet entstehenden Hangbach, im mittleren Bereich über den Neumühlsee, sonst überall direkt zur Bibers ab, die der oberste der drei nacheinander sämtlich zum Kocher entwässernden kleinen Flüsse Bibers, Kupfer und zuletzt Ohrn ist.
Da der Wohnplatz Neumühle am Neumühlsee und Laurach im Süden auf der Lauracher Ebene just eben außerhalb der Einzugsgebietsgrenzen liegen, ist der Weiler Goldbach am Bachlauf der einzige Siedlungsplatz darin. Der Campingplatz am Neumühlsee gehört mit seinem Ostteil dem Tal an, ebenso liegt ein großer Teil des am Südostufer des Neumühlsees stattfindenden Badebetriebs noch im Bereich des Goldbachtals. Das ganze Gebiet liegt in der zentralen Teilgemarkung der Kleinstadt Waldenburg.

### Landschaft, Verkehr und Schutzgebiete
Das Tal des kurzen Goldbachs ist eine vergleichsweise breite, in ihren flachen Bereichen landwirtschaftlich genutzte Mulde, in der das Grünland vorherrscht. Am unteren Talhang, der im unteren Tal näher an den Bach rückt, setzt auf beiden Seiten der Wald ein, der den überwiegenden Teil des gesamten Einzugsgebietes bedeckt. Durch das außer an Wochenenden und im Sommer, wenn am Neumühlsee Badebetrieb herrscht, recht stille Tal zieht, von Beltersrot im Nordosten aus der Hohenloher Ebene kommend, die K 2363. Sie steigt am Südwestrand der Pfaffenklinge, auf der Hangseite teilweise von Sandsteinfelsen begleitet, auf knapp 400 m Steigenstrecke um fast 60 m hoch zum Goldbachtal. In Goldbach stößt aus Waldenburg im Nordnordwesten eine weitere öffentliche Straße auf sie. Zwei kleine Steigenwege vom Goldbach bzw. vom Neumühlsee her nach Laurach auf der Hochebene links über dem Tal sind dem allgemeinen Verkehr verschlossen.
Der Goldbach fließt durch eine Röhrichtzone in den Goldbachsee ein. Nach diesem läuft, auf der einen Seite von einer lückenhaften Baumgalerie und auf der anderen von einem Wirtschaftsweg begleitet, in auffällig glatter, windungsloser Trasse bis an die Röhrichtzone vor seiner Mündungsbucht am Neumühlsee.
Der Rößlesmahdsee und seine Umgebung sind Teil eines sich ostwärts über die Einzugsgebietsgrenze hinweg in die Pfaffenklinge erstreckenden Naturschutzgebietes. Der Großteil des Talbodens liegt in einem Landschaftsschutzgebiet. Vom Friedrichsberg herab erstreckt sich im oberen Talbereich ein Wasserschutzgebiet bis an den Rand des Rößlesmahdsees und des Weilers Goldbach. Das gesamte Gebiet liegt im Naturpark Schwäbisch-Fränkischer Wald.

## Geologie
Bach und Talmulde liegen ganz im Schilfsandstein (Stuttgart-Formation), die beidseitigen Hänge steigen über die Unteren Bunten Mergel (Steigerwald-Formation) auf bis zu den Hochflächen im Kieselsandstein (Hassberge-Formation). 
Der nordöstlich des Rößlesmahdsees in der steil abfallenden Pfaffenklinge (siehe auch dort) fließende Beltersroter Bach nagt hier heftig am Einzugsgebiet des nur mit etwa 13 ‰ mittlerem Sohlgefälle nach Südwesten fließenden Goldbachs, er erreicht dabei schon bald den Gipskeuper (Grabfeld-Formation) und hat hier ein für die Flussgeschichte der Region aufschlussreiches Geotop geschaffen.

## Sehenswürdigkeiten und Bauwerke
- Naturschutzgebiet Rößlesmahdsee mit Pfaffenklinge,[4] nördlich der K 2363 kurz vor der äußerst steilen Steige nach Beltersrot hinunter.
- Im heutigen Weiler erhaltene Baureste des ehemaligen Paulinerklosters Goldbach neben dem Goldbachsee, ca. 1 km östlich des Neumühlsees an der K 2363.

### LUBW
Amtliche Online-Gewässerkarte mit passendem Ausschnitt und den hier benutzten Layern: Lauf und Einzugsgebiet des Goldbachs

Allgemeiner Einstieg ohne Voreinstellungen und Layer: Daten- und Kartendienst der Landesanstalt für Umwelt Baden-Württemberg (LUBW) (Hinweise)
1. 1 2 3  Höhe nach blauer Beschriftung auf dem Hintergrundlayer Topographische Karte.
2. ↑  Länge nach dem Layer Gewässernetz (AWGN).
3. ↑  Einzugsgebiet nach dem Layer Basiseinzugsgebiet (AWGN).
4. 1 2 3  Seefläche nach dem Layer Stehende Gewässer.
5. 1 2 3 4  Höhe nach dem Höhenlinienbild auf dem Hintergrundlayer Topographische Karte.
6. ↑  Schutzgebiete nach den einschlägigen Layern, Natur teilweise nach dem Layer Biotop.

### Andere Belege
1. ↑  Abfluss-BW - Daten und Karten
2. ↑  Wolf-Dieter Sick: Geographische Landesaufnahme: Die naturräumlichen Einheiten auf Blatt 162 Rothenburg o. d. Tauber. Bundesanstalt für Landeskunde, Bad Godesberg 1962. → Online-Karte (PDF; 4,7 MB)
3. ↑  Geologie nach den Layern zu Geologische Karte 1:50.000 auf: Mapserver des Landesamtes für Geologie, Rohstoffe und Bergbau (LGRB) (Hinweise). Ein ähnliches Bild bietet die unter → Literatur aufgeführte geologische Karte.
4. ↑  Behördliche Schutzverordnung für das Naturschutzgebiet „Rößlesmahdsee mit Pfaffenklinge“